# Stanisław Stępień (samorządowiec)
Stanisław Stępień (ur. 30 stycznia 1947 w Bielicach) – polski samorządowiec i działacz komunistyczny, od 2016, a także w latach 1998–2002, starosta powiatu pyrzyckiego. W latach 1990–1994 był wójtem Przelewic, następnie w latach 1994–1998 burmistrzem Miasta i Gminy Pyrzyce, a od 2006 do 2010 roku także przewodniczącym rady powiatu.    
W PRL pełnił funkcję członka egzekutywy PZPR w Pyrzycach, a następnie także naczelnika Pyrzyc (w latach 1984–1990).    

## Życiorys
Jest synem Józefy i Piotra. Jest absolwentem Akademii Rolniczej w Szczecinie.
W 1966 roku wstąpił do Polskiej Zjednoczonej Partii Robotniczej. W 1979 roku został dopuszczony do pracy w Milicji Obywatelskiej. Od grudnia 1983 roku był członkiem egzekutywy PZPR w Pyrzycach. W 1984 roku został mianowany naczelnikiem Pyrzyc, stanowisko to pełnił do 1990 roku. Pracował jako dyrektor Agencji Nieruchomości Rolnych Oddziału Terenowego w Szczecinie.

### Działalność samorządowa
W 1990 roku został wybrany wójtem gminy Przelewice, którym pozostał do 1994 roku. 29 czerwca tego samego roku został wybrany burmistrzem Miasta i Gminy Pyrzyce. 10 listopada 1998 roku na tej funkcji zastąpił go Kazimierz Lipiński. 9 listopada tego samego roku został wybrany pierwszym starostą powiatu pyrzyckiego. W wyborach samorządowych w 2002 roku bezskutecznie kandydował na radnego powiatu z list Komitetu Wyborczego Wyborców Centro – Prawica Ziemi Pyrzyckiej, uzyskał wówczas 285 głosów (5,31%). Kandydował równocześnie bezskutecznie na urząd burmistrza Pyrzyc, w drugiej turze przegrał z Kazimierzem Lipińskim uzyskując 2332 głosy (41,03%). 20 listopada tego samego roku, na funkcji starosty zastąpił go Władysław Dusza.
W wyborach samorządowych w 2006 roku został wybrany radnym powiatu pyrzyckiego, kandydując z list Prawa i Sprawiedliwości uzyskał 280 głosów (3,95%). 27 listopada tego samego roku rada powiatu wybrała Stępienia przewodniczącym rady. W wyborach samorządowych w 2010 roku uzyskał reelekcję na funkcji radnego powiatu, kandydując z list PiS uzyskał 300 głosów (3,92%). W radzie powiatu dołączył do Komisji Spraw Społecznych. W wyborach w 2014 roku ponownie został radnym powiatu, uzyskał wówczas 297 głosów (4,41%). W tych samych wyborach bezskutecznie kandydował na urząd burmistrza Pyrzyc odpadając w pierwszej turze wyborów z wynikiem 643 głosów (8,00%). Jako radny senior otworzył pierwszą sesję rady powiatu V kadencji. 11 lutego 2016 roku, w wyniku odwołania Kazimierza Lipińskiego, został wybrany starostą powiatu.
W wyborach samorządowych w 2018 roku został ponownie wybrany radnym powiatu, uzyskał wówczas 427 głosów (5,78%). 20 listopada tego samego roku został ponownie wybrany starostą powiatu.

## Odznaczenia i wyróżnienia
- Srebrna Odznaka Honorowa Gryfa Zachodniopomorskiego (2005)[24]
- Krzyż Kawalerski Orderu Odrodzenia Polski[2]